# Ochodaeus femoratus
Ochodaeus femoratus is een keversoort uit de familie Ochodaeidae. De wetenschappelijke naam van de soort is voor het eerst geldig gepubliceerd in 1987 door Scholtz & Evans.